# Wieża św. Stefana w Baia Mare
Wieża św. Stefana (rum. Turnul Ștefan) – dzwonnica nieistniejącego obecnie kościoła św. Stefana I, znajdująca się w rumuńskim mieście Baia Mare.

## Historia
Pierwsza wzmianka o kościele św. Stefana pochodzi z roku 1347, konsekracja świątyni miała miejsce 40 lat później. Budowę wieży rozpoczęto w 1446 roku na polecenie księcia Jana Hunyadego, by uczcić jego zwycięstwo nad Turkami podczas bitwy nad Jałomicą z 1442. Prace ukończono w roku 1468, za panowania Macieja Korwina. W 1628 roku wykonano zegar. W 1647 wieża i kościół zostały zniszczone przez pożar. W latach 1705–1712 świątynia była w rękach protestantów, po klęsce powstania Rakoczego budynek przekazano jezuitom, którzy w latach 1717–1720 wznieśli nieopodal własną świątynię. Nieużywany kościół spłonął wraz z wieżą w 1769, wieżę odbudowano, lecz ruiny średniowiecznej świątyni rozebrano w roku 1847. W 1869 wieża ponownie spłonęła wskutek uderzenia pioruna, obecny kształt uzyskała po odbudowie z lat 1898–1899. W latach 2011–2015 miała miejsce renowacja obiektu, który następnie udostępniono zwiedzającym.

## Opis
Konstrukcję wzniesiono z kamienia, mury mają około 2 metry grubości. Taras widokowy znajduje się na wysokości 40 metrów. Mechanizm zegara pochodzi z roku 1628, jest jednym z pięciu zachowanych tego typu mechanizmów i jednym z trzech do dziś działających. Wiszący na wieży dzwon wykonano w Aradzie w roku 1561, na wieży zawieszono go w roku 1925. Wybija on godziny oraz bije codziennie o godzinie 12:00. Drugi z dzwonów pochodzi z roku 1869, lecz nie jest używany z powodu pęknięcia.

## Galeria

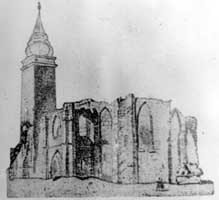
Ruiny kościoła przed rozbiórką
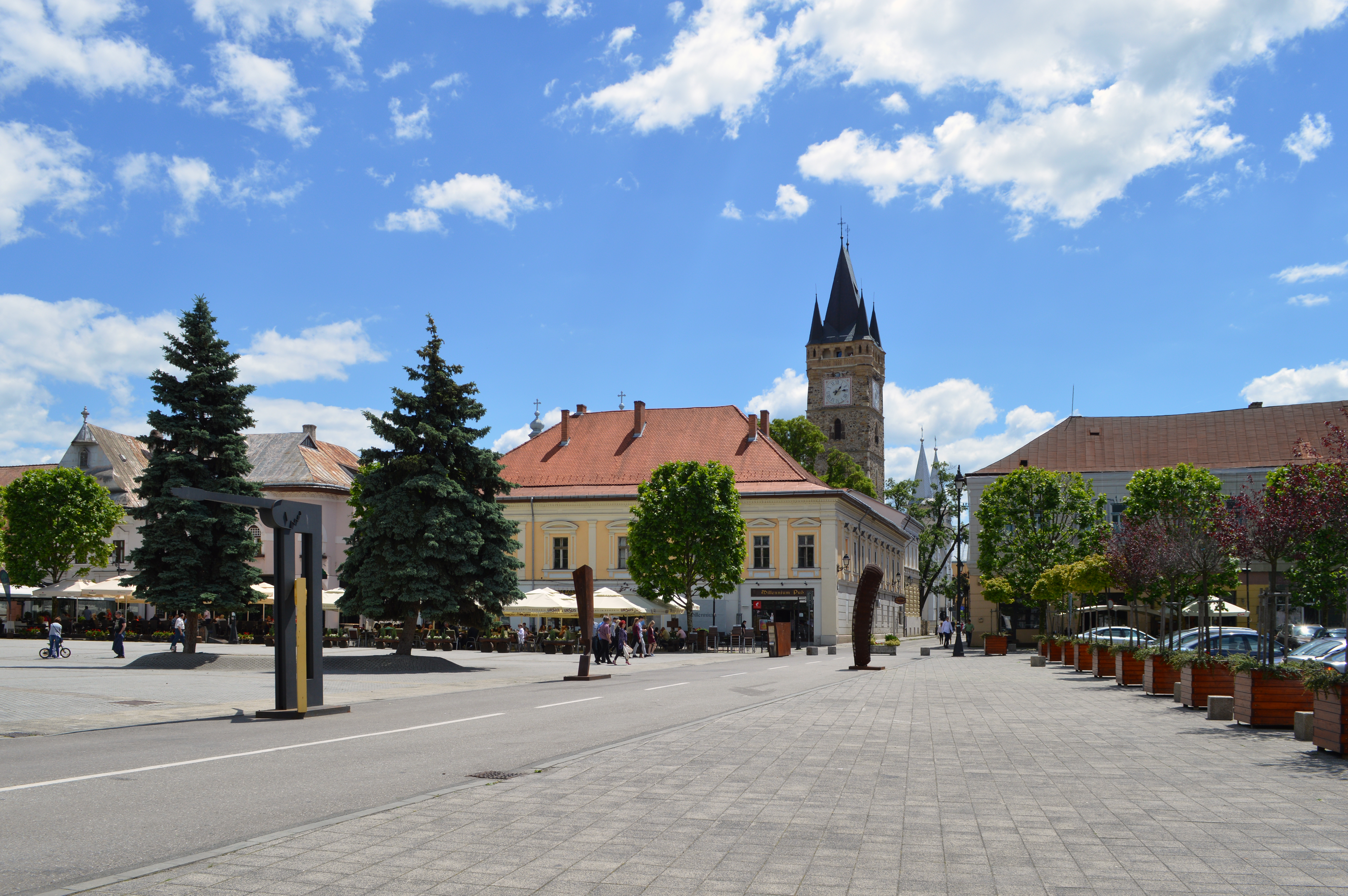
Widok z Piața Libertății
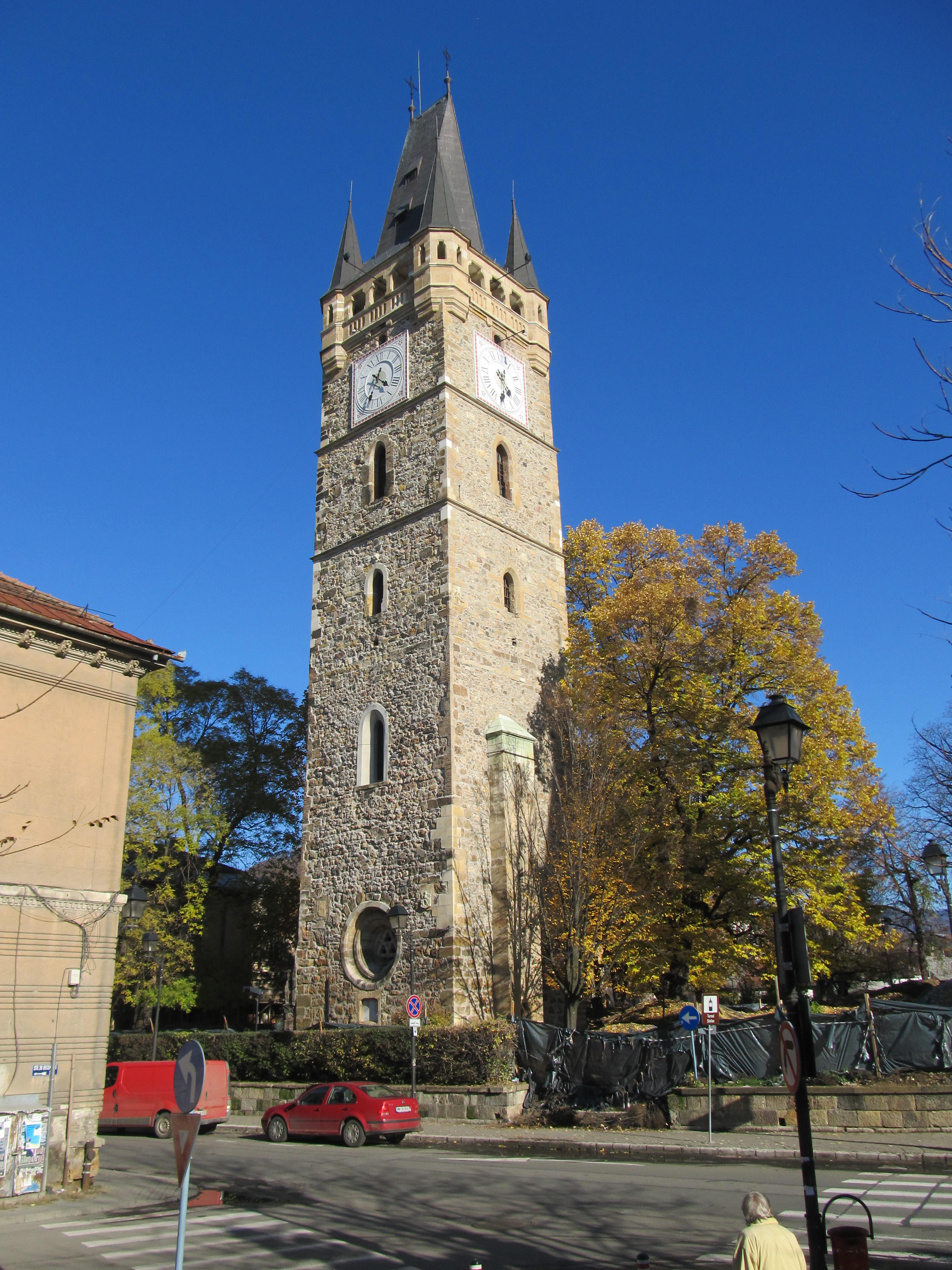
Widok spod teatru
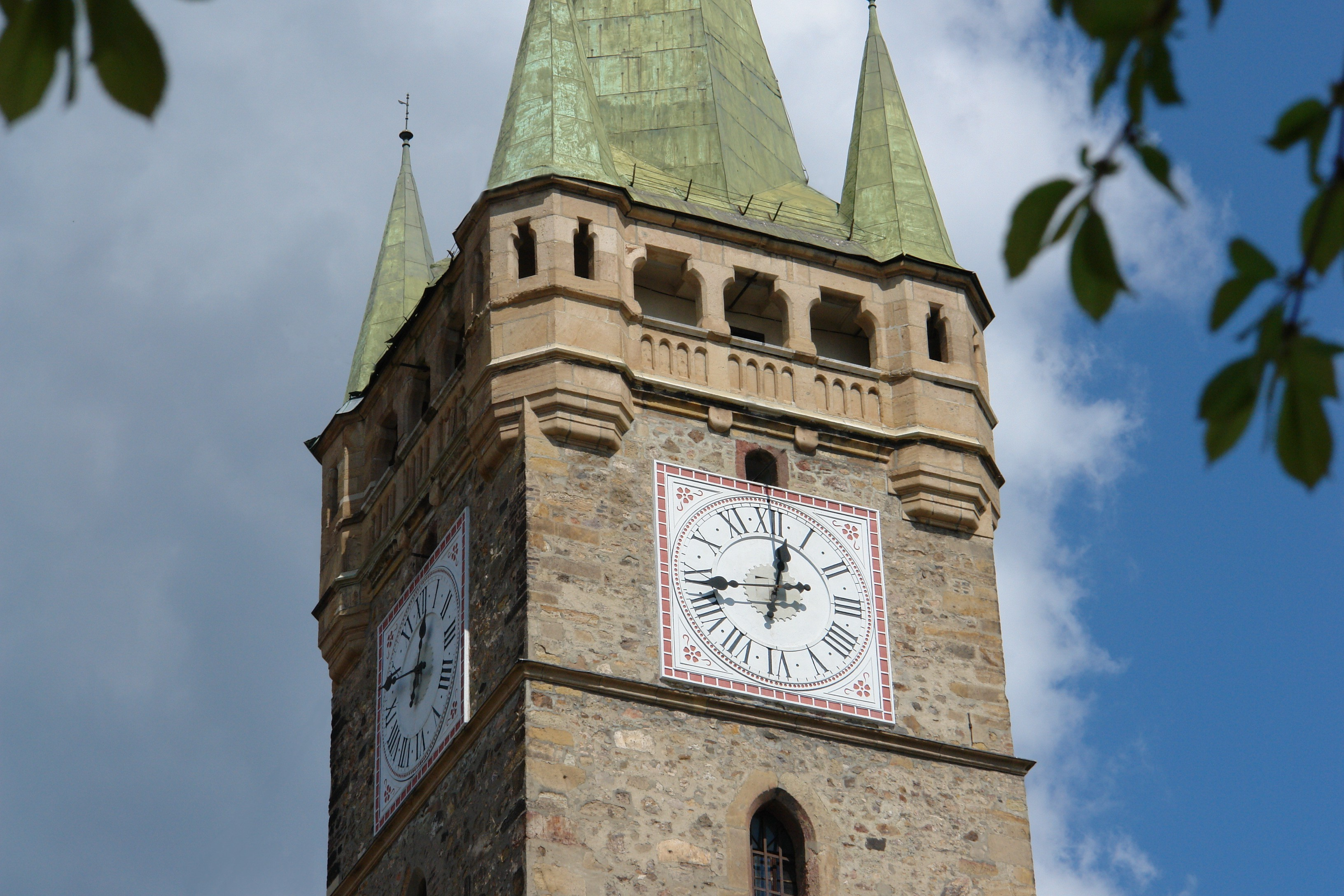
Zegar i taras widokowy
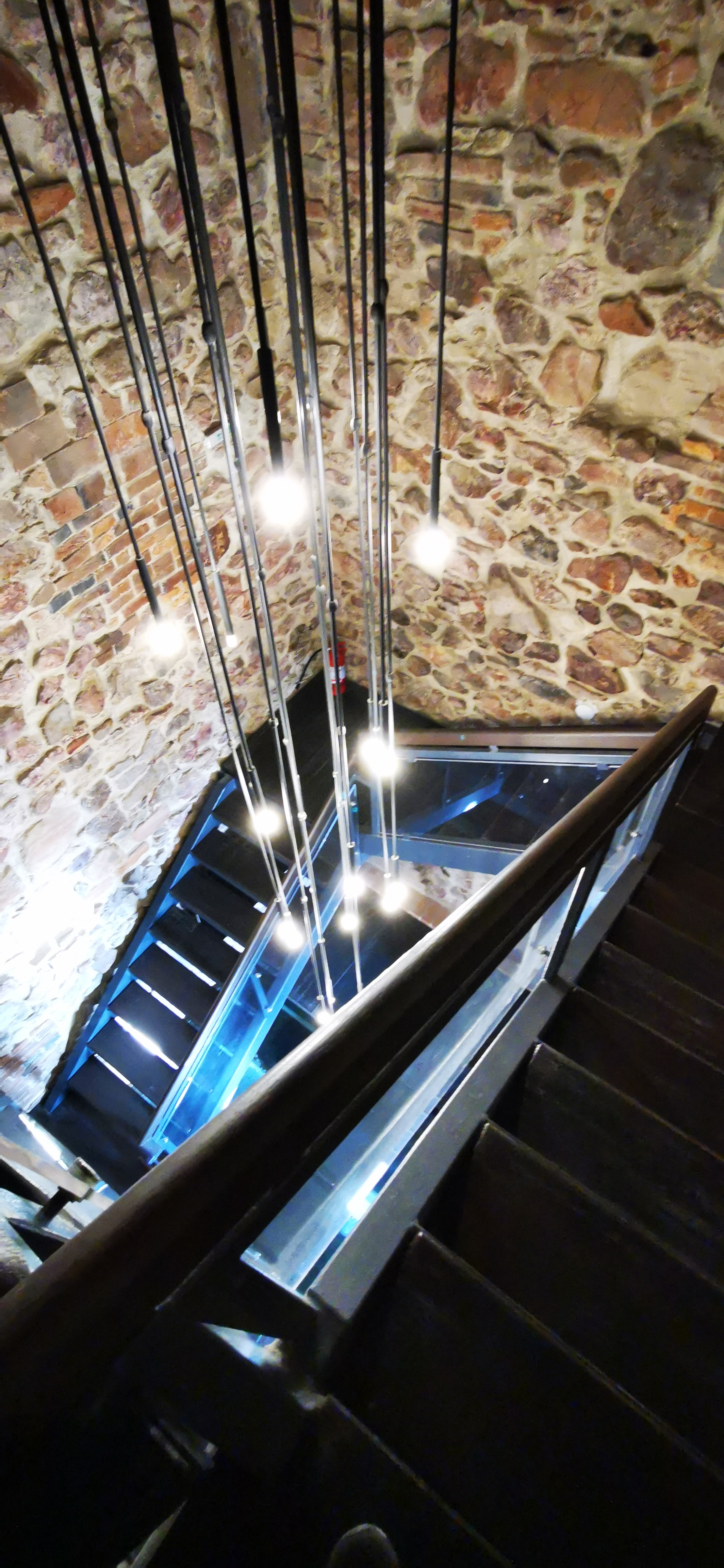
Wnętrze
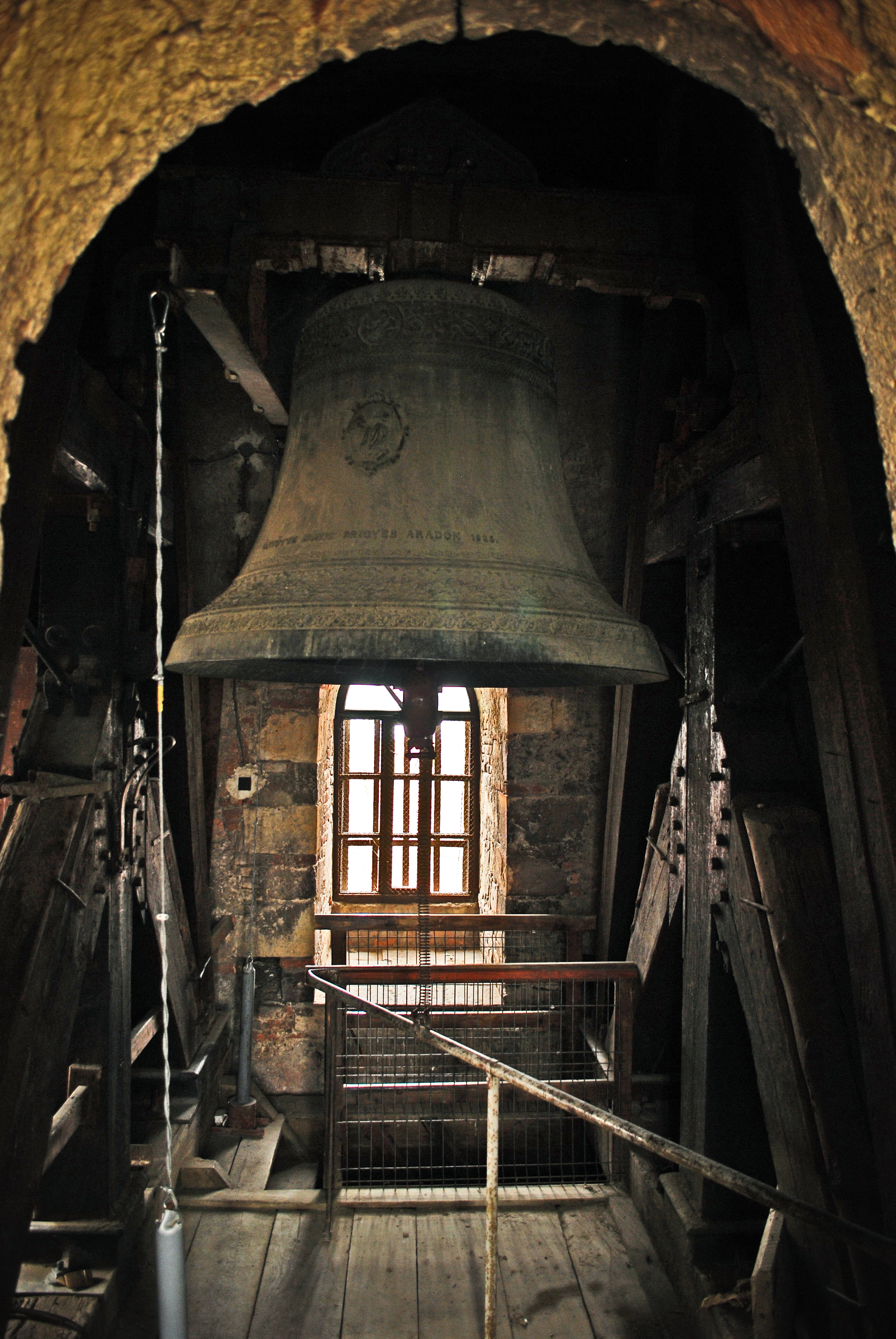
Dzwon